# Hans Rudolf Spillmann
Hans Rudolf «Hansruedi» Spillmann-Simmler (* 7. Januar 1932 in Zürich; † 11. Juni 2024 ebenda) war ein Schweizer Sportschütze.

## Erfolge
Spillmann nahm an den Olympischen Spielen 1960 in Rom teil. Im liegenden Anschlag mit dem Kleinkalibergewehr kam er nicht über den 32. Platz hinaus, während er mit dem Freien Gewehr im Dreistellungskampf wesentlich besser abschnitt. Er erzielte wie Wassili Borissow 1127 Punkte, wurde aber aufgrund des besseren Ergebnisses im liegenden Anschlag vor diesem auf dem zweiten Rang gewertet. Damit erhielt Spillmann hinter Hubert Hammerer die Silbermedaille. Zwei Jahre später wurde er in Kairo mit dem Freien Gewehr in der Einzelkonkurrenz des liegenden Anschlags Vizeweltmeister und belegte sowohl im Dreistellungskampf mit dem Freien Gewehr als auch mit dem Kleinkalibergewehr jeweils im Mannschaftswettbewerb den dritten Platz.